# Polypodium incanum
Polypodium incanum là một loài dương xỉ trong họ Polypodiaceae. Loài này được Sw. mô tả khoa học đầu tiên năm 1788.
Danh pháp khoa học của loài này chưa được làm sáng tỏ. 